# В ім'я справедливості (фільм)
«В ім'я справедливості» (англ. «Out for Justice») — американський бойовик 1991 року Джона Флінна зі Стівеном Сігалом у головній ролі. За надмірне насильство і ненормативну лексику Американська асоціація кінокомпаній надала фільму рейтинг «R».
Збори в США склали $39 673 161. Прем'єра фільму відбулася 12 квітня 1991 року.

## Сюжет
Місце дії — Бруклін, час — наші дні. Поліцейський Джино Феліно народився і виріс тут. Під час його життя багато що змінилося, але деякі зміни він не збирався визнавати. Товариш по дитячих іграх тепер — по іншій стороні барикад. Він перетворив місцеві вулиці на зони бойових дій. Найбільше у світі Джино бажав би відправити цього пса, який зірвався з ланцюга, до школи вічної слухняності. Але спочатку його потрібно зловити.

## Творці фільму

### Актори
| Актор                    | Ім'я (лат.)              | Персонаж                                     |
| ------------------------ | ------------------------ | -------------------------------------------- |
| Алан Біалор              | Alan Bialor              | Vittorio's Bodyguard                         |
| Афена Мессі              | Athena Massey            | Victim, у титрах не вказана                  |
| Афіфі Алауі              | Afifi Alaouie            | Танцівниця                                   |
| Бенедетто Бонджорно      | Benedetto Bongiorno      | Store Owner                                  |
| Вілльє Анне Гуссенданне  | Willie Anne Gussendanner | Hooker                                       |
| Вінні Капоне             | Vince Cupone             | Tommy, у титрах не вказаний                  |
| Вінсент Куккі Мол.       | Vincent Cucci Jr.        | Vittorio's Man                               |
| Вінсент Нассо            | Vincent Nasso            | Uniform Cop                                  |
| Віра Локвуд              | Vera Lockwood            | Mrs. Madano                                  |
| Даян Петерсон            | Diane Peterson           | Жінка у машині                               |
| Девід Басулто            | David Basulto            | Frankie's Guys                               |
| Ден Іносанто             | Dan Inosanto             |                                              |
| Денні Егловітц           | Danny Eglowitz           | Frankie's Guys                               |
| Джанні Руссо             | Gianni Russo             | Sammy                                        |
| Джей Аковон              | Jay Acovone              | Bobby Arms                                   |
| Джек Веккйо              | Jack Vecchio             | Club Bodyguard                               |
| Джек Кіполла             | Jack Cipolla             | Поліцейський                                 |
| Джером Альварадо         | Jerome Alvarado          | Frankie's Guys                               |
| Джеррі Клаурі            | Jerry Clauri             | Bennie the Book                              |
| Джеррі Орбах             | Jerry Orbach             | Capt. Ronnie Donziger Homicide Division NYPD |
| Джеррі Стрівеллі         | Jerry Strivelli          | Frankie's Bodyguard                          |
| Джина Гершон             | Gina Gershon             | Патті Мадано                                 |
| Джо Лала                 | Joe Lala                 | Vermeer                                      |
| Джо Спатаро              | Joe Spataro              | Боббі Лупо                                   |
| Джо Чампа                | Jo Champa                | Vicky Felino                                 |
| Джон Легуізамо           | John Leguizamo           | Boy in Alley                                 |
| Джон Сенгер              | John Senger              | Поліцейський                                 |
| Джон Тоулз-Бей           | John Toles-Bey           | King                                         |
| Джордж Валлейо           | George Vallejo           | Піколіно                                     |
| Джулі Стрейн             | Julie Strain             | Roxanne Ford                                 |
| Джуліанна Маргуліс       | Julianna Margulies       | Ріка                                         |
| Джуліус Нассо мол.       | Julius Nasso Jr.         | Tony Felino                                  |
| Домінік Чіаніз           | Dominic Chianese         | Mr. Madano                                   |
| Ед Діки                  | Ed Deacy                 | Uniform Cop                                  |
| Едвард Корн              | Edward Korn              | Butcher                                      |
| Ентоні Десандо           | Anthony DeSando          | Vinnie Madano                                |
| Ерін Ешлі                | Erin Ashley              | Hooker                                       |
| Ефіфі Алаой              | Afifi Alaouie            | Go-Go Dancer                                 |
| Зої Джесс Леві           | Zoe Jess Levy            | Bobby's Girl, у титрах не вказана            |
| Камерон                  | Cameron                  | Go Go Dancer                                 |
| Карл Кіарфаліо           | Carl Ciarfalio           | Paulie                                       |
| Крейг Пінкард            | Craig Pinkard            | Chop Chop Foreman                            |
| Крістіна Соліс           | Christina Solis          | Elena                                        |
| Ларрі Романо             | Larry Romano             | Sales Clerk                                  |
| Майкл Печіна             | Michael Pecina           | Phone Booth Man                              |
| Марі Тодд                | Marie Todd               | Sammy's Girlfriend                           |
| Мідов Спадафіно          | Meadow Spadafino         | Hooker                                       |
| Нік Дімітрій             | Nick Dimitri             | Bartender                                    |
| Нік Корелло              | Nick Corello             | Joey Dogs                                    |
| Перрі Вейн               | Perry Wayne              | Bouncer                                      |
| Реймонд Круз             | Raymond Cruz             | Hector                                       |
| Роберт Ласардо           | Robert LaSardo           | Bochi                                        |
| Рон Брумбелов            | Ron Brumbelow            | Поліцейський                                 |
| Рональд Макконе          | Ronald Maccone           | Don Vittorio                                 |
| Сал Серафіно Томассетті  | Sal Serafino Tomassetti  | Umbrella Man                                 |
| Сальваторе Бонанно       | Salvatore Bonanno        | Vittorio's Man                               |
| Сальваторе Сонні Мігнано | Salvatore Sonnie Mignano | Vittorio's Man                               |
| Сел Річардс              | Sal Richards             | Френк                                        |
| Сенді Еллісон            | Sandy Allison            | Transvestite                                 |
| Сенді Ернандез           | Sandy Hernandez          | Hooker                                       |
| Сонні Зіто               | Sonny Zito               | Station Wagon Tough Guy                      |
| Сонні Герст              | Sonny Hurst              | Tattoos                                      |
| Стів Тейлор              | Steve Taylor             | Поліцейський                                 |
| Стівен Сігал             | Steven Seagal            | Детектив Джино Феліно                        |
| Томас Ф. Даффі           | Thomas F. Duffy          | O'Kelly                                      |
| Вільям Форсайт           | William Forsythe         | Річі Мадано                                  |
| Філіп Расті Мігнано      | Philip Rusty Mignano     | Vittorio's Man                               |
| Френк Фагелла Мол.       | Frank Fagella Jr.        | Frankie's Guys                               |
| Френк Фагелла Ст.        | Frank Fagella Sr.        | Del Gulfo Patron                             |
| Хорхе Джил               | Jorge Gil                | Chas the Chair                               |
| Чарлз Гуардіно           | Charles Guardino         | Waiter                                       |
| Чарлз Данієль            | Chic Daniel              | Поліцейськи                                  |
| Шарен Мітчел             | Shareen Mitchell         | Лаура Лупо                                   |
| Шеннон Віррі             | Shannon Whirry           | Terry Malloy                                 |

### Продюсери
| Продюсер              | Ім'я (лат.)           |
| --------------------- | --------------------- |
| Арнольд Копелсон      | Arnold Kopelson       |
| Джуліус Р. Нассо      |                       |
| Жаклін Джордж         | Jacqueline George     |
| Пітер Макгрегор-Скотт | Peter Macgregor-Scott |
| Стівен Сігал          | Steven Seagal         |

### Сценаристи
| Сценарист      | Ім'я (лат.)     |
| -------------- | --------------- |
| Девід Лі Генрі | David Lee Henry |

### Оператори
| Оператор | Ім'я (лат.) |
| -------- | ----------- |
| Рік Вейт | Ric Waite   |

### Композитори
| Композитор        | Ім'я (лат.)         |
| ----------------- | ------------------- |
| Девід Майкл Френк | David Michael Frank |